# Quartier du Commun
Le quartier du Commun,(en russe : Лю́ди́н конец, Lioudine Konets) est un quartier historique de Veliki Novgorod, situé dans la partie sud de la rive de Sainte-Sophie (rive gauche) de la rivière Volkhov. Le quartier d'Outre-Château se situe au nord de celui-ci. 

## Architecture
Le Monastère de Dessiatinny et l'église Saint-Blaise de la rue Volosova se trouvent dans le quartier.